# Листерин
Листерин (Listerine) — торговое название антибактериального ополаскивателя для полости рта, в названии которого использовано имя английского хирурга Джозефа Листера, создателя хирургической антисептики.
Препарат был выпущен в 1895 году компанией Lambert Pharmacal (с 1955 года — Warner–Lambert). После поглощения компанией Pfizer в 2000 году и продажи отдела потребительских товаров Pfizer в 2006, производится компанией Johnson & Johnson.
Торговая марка «Листерин» также используется в названиях зубной пасты, нескольких видов ополаскивателей и в других товарах для ухода за полостью рта и зубами.
«Листерин» — мировой лидер рынка ополаскивателей. По данным исследовательской компании Euromonitor, которые приводит The New York Times, в 2013 году он занимал 44,4 % американского рынка и 36,1 % — мирового (хотя и в США, и в мире доля рынка Listerine постепенно снижается).

## История

### В мире

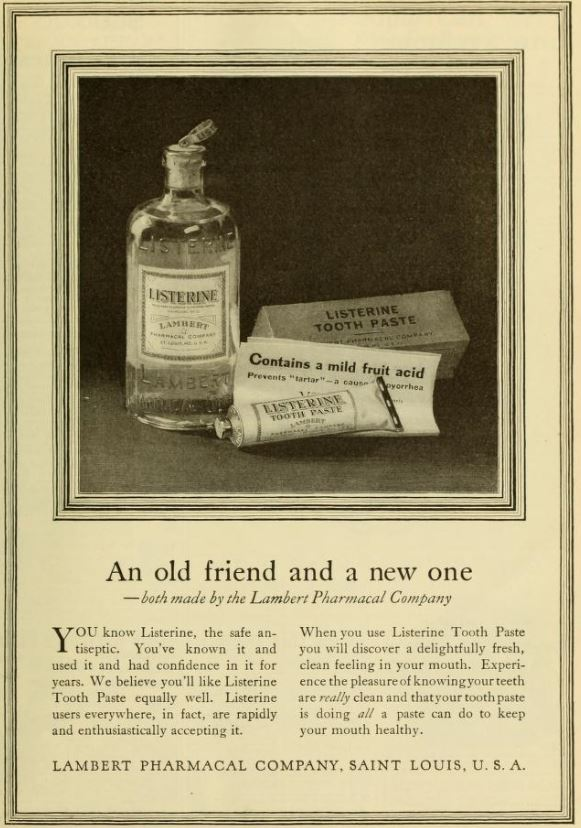
Реклама «Листерина», 1921 год

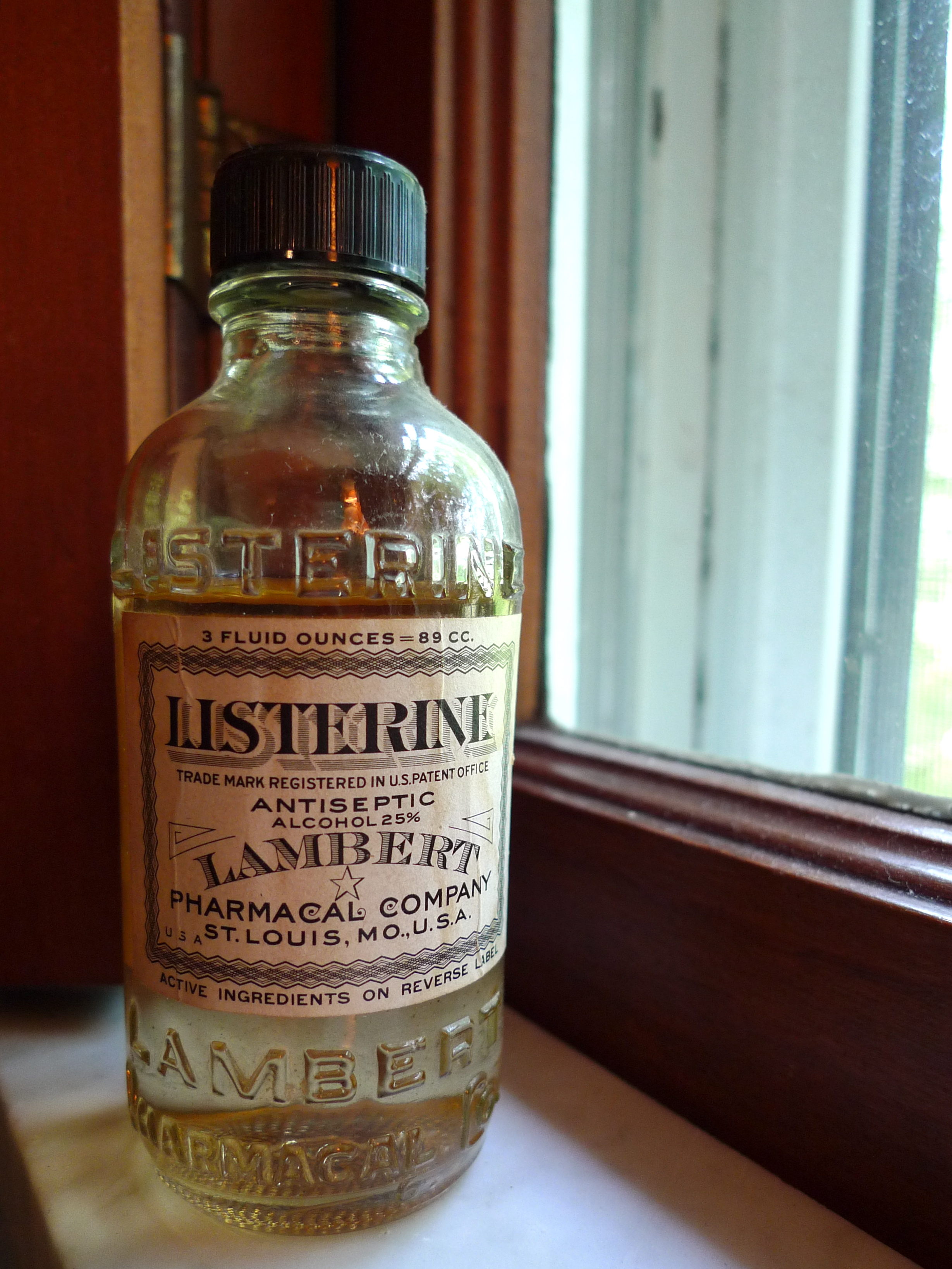
Стеклянная бутылка «Листерина», 1920-е годы

В 1879 году доктор Джозеф Лоуренс и Джордан Ламберт разработали рецепт хирургического антисептика в США, в г. Сент-Луис, Миссури.
В 1895 году «Листерин» начали использовать стоматологи в качестве средства гигиены для полости рта.
В 1914 году средство стало продаваться в аптеках без рецепта.
Американский экономист Стивен Левитт в книге «Фрикономика» пишет:

 Изначально предполагалось использовать это средство в качестве антисептика с мощным бактерицидным действием для стерилизации хирургических инструментов. Позже его стали продавать как средство для дезинфекции полов в больницах и даже как лекарство от гонореи. Однако широкую известность средство получило лишь с 20-х годов XX века, благодаря рекламе «Листерина» в качестве эффективного лекарства от «хронического галитоза» − псевдонаучный медицинский термин для обозначения несвежего дыхания. На рекламных плакатах того времени изображали девушку, мечтающую о замужестве, но отворачивающуюся от жениха с ужасным запахом изо рта. «Сможем ли мы быть вместе, несмотря на этот ужасный запах?», − спрашивала себя девушка. Необходимо сказать, что раньше несвежее дыхание не рассматривалось как нечто ужасное. Однако после появления «Листерина» все изменилось. В результате всего за 7 лет компании удалось увеличить доходы с 115 тыс. долларов до 8 млн.
Оригинальный текст (англ.)Listerine, for instance, was invented in the nineteenth century as powerful surgical antiseptic. It was later sold, in distilled form, as both a floor cleaner and a cure for gonorrhea. But it wasn't a runaway success until the 1920s, when it was pitched as a solution for "chronic halitosis"— a then obscure medical term for bad breath. Listerine's new ads featured forlorn young women and men, eager for marriage but turned off by their mate's rotten breath. "Can I be happy with him in spite of that?" one maiden asked herself. Until that time, bad breath was not conventionally considered such a catastrophe. But Listerine changed that. As the advertising scholar James B. Twitchell writes, "Listerine did not make mouthwash as much as it made halitosis." In just seven years, the company's revenues rose from $115,000 to more than $8 million.
В 1994 году Listerine начали выпускать в пластиковых бутылках. До этого, на протяжении 80 лет, средство неизменно упаковывали в стеклянную бутыль, которая находилась внутри круглой картонной коробки.
В 2000 году после поглощения компании Warner—Lambert бренд «Листерин» переходит под контроль компании Pfizer.
В 2006 году компания Johnson & Johnson заплатила более шестнадцати миллиардов долларов за отдел потребительских товаров Pfizer, наряду с другими брендами, сделка включала и «Листерин».
В 2009 году появилась новая версия ополаскивателя — без содержания спирта − под названием Listerine Zero, которая стала особенно популярна в мусульманских странах.
По данным The New York Times, в США в 2014 году в продаже было 9 разных видов (рецептов) ополаскивателя.

### В России

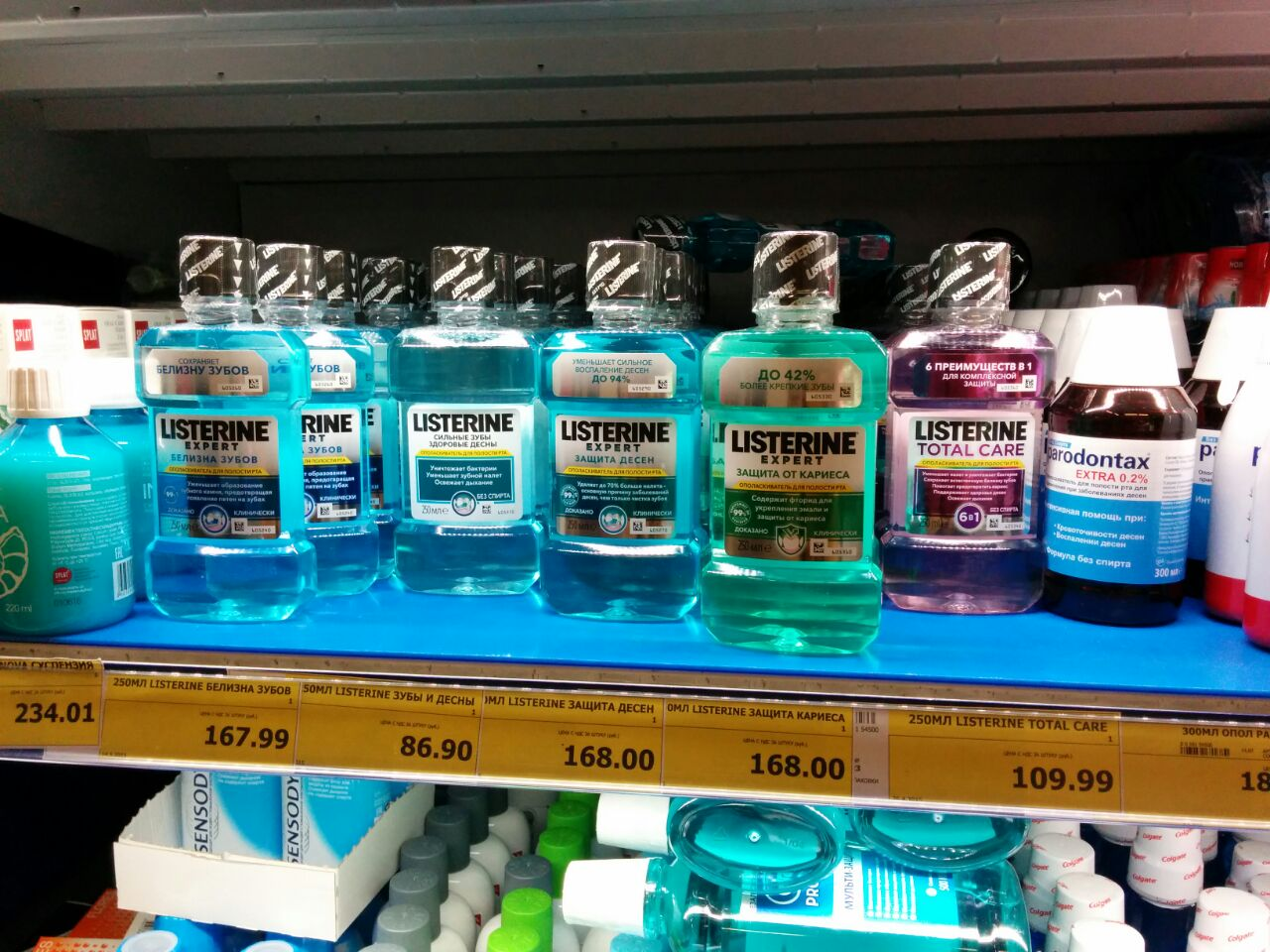
Разные виды ополаскивателя «Листерин» в магазине (Россия), 2015 г.

В русской медицинской литературе одно из первых упоминаний препарата — в статье «Эвкалипты как лекарственные растения», опубликованной в журнале «Советские субтропики» в 1932 году: «Специалистам известен препарат „листерин“, применяемый для дезинфекции и состоящий из раствора эвкалиптового и барвинкового масел, тимола, ментола и борной кислоты в алкоголе».
В России «Листерин» зарегистрирован Росздравнадзором в июне 2008 года.
В России в 2014 году было представлено 5 видов ополаскивателя, объёдинённых в «экспертную» («Защита дёсен», «Защита от кариеса», «Белизна зубов») и «базовую» («Сильные зубы, здоровые дёсны», «Total Care: 6 в одном») разновидности.
В апреле 2014 года ополаскиватели Listerine получили «Знак одобрения» Стоматологической Ассоциации России.
В ноябре 2015 года на российском рынке появилась новинка — отбеливающий ополаскиватель для полости рта «Экспертное отбеливание».

## Состав и применение
Рецепт «Листерина» — комбинация четырёх активных ингредиентов, которые являются компонентами натуральных эфирных масел: ментол 0,042 %, тимол 0,064 %, метилсалицилат 0,06 % и эвкалиптол 0,092 %. В комбинации данные ингредиенты способны оказывать бактерицидный эффект.
В составе оригинального ополаскивателя также содержится 26,9 % этанола, а в других версиях — 21,6 %, в то время, как бактериостатический эффект спирта достигается только при 40 % концентрации, а бактерицидный выше 70%. В данном случае этанол только способствует лучшему проникновению активных веществ.
В состав "экспертной" линейки входит спирт. Так как ацетальдегид накапливается в полости рта, то увеличивается вероятность появления онкологических заболеваний 
Стоматологи также рекомендуют использовать «Листерин» для профилактики стоматологических заболеваний, в частности язвенного гингивита и пародонтита.
Наиболее чувствительны к действию «Листерина» — вирусы Herpes simplex, гриппа А, наиболее устойчивы — аденовирусы.
Применение ополаскивателей «Листерин», содержащих алкоголь, не рекомендуется детям дошкольного и школьного возраста.